# Dymer (Ukrajina)
Dymer (ukrajinsky Димер, rusky Дымер) je městys (ukrajinsky selyšče) v Kyjevské oblasti na Ukrajině. K roku 2019 měl zhruba 5600 obyvatel.

## Poloha a doprava
Dymer leží několik kilometrů západně od břehu Kyjevské přehrady na Dněpru. Od Vyšhorodu, správního střediska rajónu, je vzdálen přibližně třicet kilometrů severoseverozápadně. 
Nejbližší železniční stanice je v Irpini bezmála čtyřicet kilometrů na jihojihozápad.

## Dějiny
Dymer byl založen v roce 1582. Status městysu má od roku 1967.

### Rodáci
- Ivan Mychajlovyč Kamanin (1850–1921), paleograf
- (podle některých zdrojů) Louis B. Mayer (1884–1957), hollywoodský filmový producent